# I'll Be Back
I'll Be Back is het laatste lied op de lp A Hard Day's Night uit 1964 van de Britse popgroep The Beatles. Het lied staat op naam van het schrijversduo Lennon-McCartney, maar is voornamelijk geschreven door John Lennon. Volgens Lennon is het lied een variatie op de akkoorden van Runaway, een bekend lied van Del Shannon.

## Achtergrond
De keuze om A Hard Day's Night af te sluiten met I'll Be Back is opvallend omdat The Beatles hun vorige albums, Please Please Me en With the Beatles, afsloten met twee harde rock-'n-roll nummers gezongen door Lennon (Twist and Shout en Money (That's What I Want)). I'll Be Back is een veel rustiger nummer met een gevoeliger tekst. Volgens Lennon schreef hij het nummer helemaal zelf, maar Paul McCartney meent dat hij ook meewerkte aan het nummer. Lennon gaf later toe dat hij het akkoordenschema van het lied had gebaseerd op het lied Runaway, een hit van Dell Shannon uit 1961.

## Opnamen
Op 1 juni 1964 waren The Beatles in de Abbey Road Studios in Londen om nummers op te nemen voor hun nieuwe album. Die dag namen ze 16 takes van I'll Be Back op. Dat The Beatles die dag nog zoekende waren naar de definitieve versie van het lied, blijkt wel op de twee versies van het lied die te horen zijn op het verzamelalbum Anthology 1. Op dit album zijn takes twee en drie van het lied te horen. Op take twee spelen The Beatles het nummer in driekwartsmaat in plaats van vierkwartsmaat. Zoals is te horen op de cd is deze opname ook niet compleet omdat Lennon niet uit zijn woorden kwam. Op take drie gebruiken The Beatles elektrische gitaar in plaats van akoestische gitaar.

## Credits
- John Lennon - zang, akoestische gitaar
- Paul McCartney - achtergrondzang, basgitaar, akoestische gitaar
- George Harrison - achtergrondzang, akoestische gitaar
- Ringo Starr - drums

## Covers
- De Amerikaanse band The Buckinghams scoorde er in 1967 een nr.1-hit mee op de Filipijnen.
- Cliff Richard bracht datzelfde jaar zijn versie uit op zijn album Don't Stop Me Now!.
- Golden Earring heeft het in 1995 als I'll Be Back Again gecoverd en uitgebracht op hun album Love Sweat.
- UB40 nam het op voor het album TwentyFourSeven uit 2008.

Discografie